# Loubières
Loubières település Franciaországban, Ariège megyében. Lakosainak száma 359 fő (2022. január 1.). Loubières Baulou, Crampagna és Vernajoul községekkel határos.

## Népesség
A település népessége az elmúlt években az alábbi módon változott:
| Lakosok száma | 93   | 158  | 185  | 209  | 300  | 322  | 337  | 355  | 358  | 359  |
|               | 1968 | 1982 | 1990 | 2006 | 2013 | 2015 | 2017 | 2019 | 2020 | 2022 |